# Earias
Earias é um gênero de traça pertencente à família Arctiidae.